# Fernando Lanhas
Fernando Resende da Silva Magalhães Lanhas (Porto, 16 de setembro de 1923 — Porto, 5 de fevereiro de 2012) foi um pintor e arquiteto português. Estudou arquitetura na Escola Superior de Belas Artes do Porto. Era um dos pioneiros da abstração em Portugal.

## Biografia
Nasce no Porto, em 1923. Desde muito cedo revela interesse pelo mundo natural e pelo cosmos.
Em 1942, inscreve-se no curso de Arquitetura da Escola Superior de Belas Artes do Porto (ESBAP). O interesse pela pintura surge logo nos primeiros anos de frequência da ESBAP, levando-o a realizar trabalhos figurativos; faz amizade com  Júlio Pomar e Manuel Pereira da Silva, com quem debate temas sobre arte.
Em 1943, participa na 1ª Exposição Independente dos alunos da ESBAP; nesse mesmo ano, realiza as primeiras aguarelas e desenhos abstratos; em 1944 a mudança estende-se à pintura a óleo. Realiza trabalhos totalmente abstratos onde fixa as linhas orientadoras da sua obra futura, caracterizada por um forte sentido de continuidade: "a sua obra sofreu [...] uma lentíssima evolução, sem saltos nem atrações exteriores, nem outra espécie de ambição que uma fidelidade ao seu programa original".
A partir desse ano (e até 1950) assume a responsabilidade pela organização das Exposições Independentes e, nas mostras de 1945 (Lisboa, Leiria e Coimbra), expõe pela primeira vez uma obra abstrata: 02-43-44. Ainda em 1945, faz projetos para uma intervenção artística nos rochedos das Serras de Valongo e colabora com Júlio Pomar e Victor Palla na organização da página Arte, do diário A Tarde.
Obtém o diploma de arquitetura em 1963 (https://web.archive.org/web/20130113051324/http://arquivo.fba.up.pt/alumniF.html) com uma tese sobre museus de arqueologia e faz uma estada em Paris. No ano seguinte, dá início à atividade como arquiteto, em sintonia com os princípios renovadores do modernismo.
Em 1949, recebe o Prémio Nacional de Desenho Marques de Oliveira na XI Exposição de Arte Moderna, do Secretariado Nacional de Informação, e inicia a pintura sobre seixos rolados.  Em 1950, faz os primeiros trabalhos com colagem de recortes de papéis e dois anos mais tarde realiza uma intervenção na paisagem, pintando sobre rochedos das Serras de Valongo. Em 1953, expõe individualmente pela primeira vez, na Galeria de Março, em Lisboa.
Organiza, com João Menéres Campos e Alberto de Serpa, a grande retrospetiva do pintor Dominguez Alvarez (1951); dirige as Publicações de Arte Contemporânea (1954, 1955); projeta um edifício de habitação na Av. Sidónio Pais, 190, Porto (1955-1958) e o Salão Móvel de Exposições Gulbenkian, Ateneu Comercial do Porto (1958). Em 1958, participa na Bienal de São Paulo, dois anos mais tarde na XXX Bienal de Veneza e, em 1961, na II Exposição de Artes Plásticas da Fundação Calouste Gulbenkian.
Em 1962, interrompe a atividade na pintura (que retoma em 1966) para se dedicar à arqueologia e a uma multiplicidade de outras áreas (museologia,  antropologia, etnografia, geologia, astronomia). Percorre todo o litoral galego, procurando, nas cascalheiras das praias, pedras preparadas ou com entalhes; descobre as gravuras rupestres do Monte da Luz, na Foz do Douro. Em 1973, é nomeado diretor do Museu Etnográfico e Histórico do Porto (cargo que exerce até 1993); nesse ano e no seguinte interrompe de novo a pintura.
Em 1975, termina um grande tríptico e suspende uma vez mais a atividade pictórica, que só retoma em meados dos anos 80; projeta e organiza a montagem de exposições e museus, entre os quais: Museu Municipal da Figueira da Foz; Museu Monográfico de Coimbra; Museu de Mineralogia da Faculdade de Ciências do Porto; Museu Militar do Porto.
Em 1988, a Secretaria de Estado da Cultura promove, em Lisboa e no Porto, uma exposição onde é apesentada a sua obra em artes plásticas, arquitetura e ciência. A 1 de fevereiro de 1990, é agraciado com o grau de Grande-Oficial da Ordem Militar de Sant'Iago da Espada. Em 1997, é-lhe atribuído o Grande Prémio Amadeo de Souza-Cardoso, em Amarante; em 2001 realiza-se mais uma grande exposição retrospetiva cobrindo as múltiplas vertentes da sua obra, no Lugar do Desenho, Fundação Júlio Resende, e no Museu de Arte Contemporânea de Serralves, no Porto. Em 2002, recebe o Prémio consagração de Artes Plásticas – CELPA (Associação da Indústria Papeleira) com a colaboração da Fundação Arpad Szenes – Vieira da Silva.
Em 2005, recebe o título de Doutor Honoris Causa pela Universidade do Porto, sob proposta da Faculdade de Belas Artes.
Morreu a 5 de fevereiro de 2012.

## Obra

Fernando Lanhas, O2-43-44 (ou O Violino), 1943-44, óleo sobre cartão prensado.

Fernando Lanhas ocupa uma posição singular no panorama artístico português; "a sua obra é uma verdadeira cosmogonia, situando o artista numa busca do conhecimento do porquê das coisas da arte e da vida […]. A arte surge relativizada numa obra em que ocupa uma relevância idêntica às outras manifestações da sua curiosidade".  O seu posicionamento e atitude criativa têm que ser vistos de modo incomum, já que "Lanhas não corresponde em nada ao [habitual] retrato de um artista"; para ele a pintura não foi paixão única (além das artes, interessa-se ativamente pela astronomia, geologia, arqueologia, paleontologia, por exemplo), mas sobretudo mais um meio "para penetrar no mais íntimo segredo da vida e do universo. Evite-se, no entanto, cair na tentação de o considerar aparentado a um cientista. Lanhas não é um cientista. Ele utiliza a ciência como utiliza a arte: usa-as. Ele começa a estudar uma ciência não por essa ciência em si mesma, […] mas quando ela lhe faz falta para dar […] mais algum passo na sua incessante caminhada…".
São poucos os documentos que restam das experiências plásticas que realizou nos primeiros anos de frequência da ESBAP; foram sobretudo estudos de paisagem e da figura, e através deles pode compreender-se a sua ligação inicial à herança mimética da pintura ocidental; "em breve, porém, as suas obras vão endereçar-se a outros horizontes". Logo no ano imediato realiza obras premonitórias da rutura por vir; pinturas como O cais, 1944, irão conduzi-lo "da depuração formal e cromática de algumas peças anteriores (por exemplo, Meninas e barco, 1943) até à abstração total do celebrado O2-43-44".
Segundo testemunho do pintor, O2-43-44 (iniciada em 1943 e terminada em 1944) bem como todas as outras abstrações iniciais, terá sido realizada no "completo desconhecimento das produções que lhe são anteriores neste domínio, seja em Portugal seja no estrangeiro"; embora impossível de provar, este hipotético desconhecimento poderá ser interpretado como um elemento de "valorização objetiva a ter em conta na avaliação do seu trabalho".
Iniciada em 1943 e terminada em 44, o título inicial de O2-43-44 era O Violino, assinalando uma ponte entre música e pintura reveladora da multiplicidade de interesses do pintor; a obra foi renomeada quando Lanhas optou por uma nomenclatura mais neutra para as suas abstrações (os títulos das suas obras abstratas são compostos por três elementos: a letra inicial indica o meio técnico ou suporte, sendo O = óleo, P = pedra, C = colagem, D = desenho; segue-se um número de série; por último, o ano, ou anos, de realização).

Fernando Lanhas, O41 - 69, 1969

Esta pintura emblemática assinala as características essenciais da sua obra de maturidade, da opção geométrica que não se submete a uma ordem rígida pré-estabelecida à expressividade subtil do método de aplicação da tinta; "o que composicionalmente é determinante, o que sobrevive à anedota do título historicamente rejeitado pelo artista é: primeiro, a total bidimensionalidade da imagem, onde as gradações cromáticas (agora nas gamas de castanho) não significam já representação do espaço tridimensional; depois, a tendencial anulação da perceção da tradicional relação figura/fundo; é, ainda, a autonomização das quatro superfícies de cor com valores autónomos; é, finalmente, a construção esquerdina e invertida da pintura, que vai crescendo em peso da direita para a esquerda e de cima para baixo".
Em 1945 estabelece critérios cromáticos de uma paleta original, elaborada "a partir de exemplares secos de seixos do rio e da Foz" (que por vezes esmaga, utilizando o pó resultante como pigmento); sem negar a validade desse espetro cromático, irá sucessivamente adotar e depois abandonar esse modelo, "por achar que a obediência assim imposta lhe «industrializava» a cor".  Até ao final da década de 1940 alterna obras totalmente abstratas (O3-47, 1947; O5-48, 1948; etc.) com outras, onde a representação sobrevive e que lhe servem de banco de ensaios para a linguagem futura; é o que se verifica em paisagens como Pássaros e Rochedos, 1944-45, ou Sol e figura, 1948, bem como numa série de pinturas onde representa caras enormes, como Mulher do chapéu, 1945; aqui, as linhas que cruzam a imagem autonomizam-se, "deixam em definitivo de ser representativas, não definem figuras mas abrem no espaço bidimensional um desenvolvimento tendencialmente ininterrupto", semelhante ao que encontraremos depois em O7-49, de 1949.
A "tensão entre a representação e a abstração"  que pontua os anos iniciais resolve-se em 1949; daí em diante só encontraremos obras explicitamente figurativas nos seus desenhos. Nesse mesmo ano Lanhas dá início à longa série de pinturas líticas, sobre seixos rolados, que irá prolongar-se ao longo dos anos. Ao pintar diretamente, sobre as pedras, formas simples (linhas, retas ou em ziguezague, círculos, fragmentos de círculos…), esses seixos "tornam-se artefactos e são estetizados, preparados a adquirir o estatuto de arte"  (veja-se, por exemplo, P68-84 ou P90-85).

P68-84 e P90-85, 1984 e 1985, seixos pintados a óleo

"Estabelecidos, desde o início da carreira, os parâmetros fundadores e as linhas de pesquisa da sua pintura, o desenvolvimento do percurso autoral de Lanhas é marcado por uma serena inquietação, por uma constante mas discreta necessidade de confirmação da intuição". A sua obra irá desenrolar-se de forma particularmente coerente, sem oscilações de qualidade ou desvios significativos, embora com alternâncias radicais entre fases de trabalho intenso na pintura e outras de inação total.
"A década de 1950 é para Lanhas um largo tempo de aprendizagem, mas também de intensa criação […]. Trata-se de uma espécie de «aprendizagem da serenidade», a lembrar velhas práticas orientais". Esse período de produção intensa termina em 1961, e "a década de 60 irá decorrer sem que […] se sirva de novo da pintura para se exprimir. […] Só em 1969 outra explosão pictórica vai acontecer […]. Três magníficos óleos irão assinalar […] o fim da década (O40-69; O41-69; O42-69)". Com exceção dos trabalhos sobre seixos, quase interrompe a pintura em 1973 e 1974, mas regressa no ano seguinte com um tríptico de grande importância, O49-75, "peça síntese da sua vida de trabalho como pintor"; de seguida suspende uma vez mais a atividade pictórica, a que regressa progressivamente na segunda metade da década de 80. Em 1990 retoma a prática regular da pintura "recuperando em muitos casos estudos ou motivos de pinturas anteriores", e daí a datação dupla de muitas obras.
"Tendo desenvolvido os seus estudos em arquitetura, Lanhas compreende a geometria do mundo. A sua obra surge como uma manifestação particular do princípio cartesiano da universalidade inata das formas geométricas". A singularidade do seu caso confere-lhe uma "insólita e invulgar resistência em relação a qualquer contexto histórico ou artístico com a qual a procuremos identificar"; a sua individualidade "sobrevive às épocas que protagonizou ou a qualquer forma de categorização cultural que a pretenda classificar". E no entanto, a sua obra, desenvolvida significativamente "a partir do ano da dupla morte de Kandinsky e Mondrian", só pode ser verdadeiramente entendida "na continuidade e aprofundamento dessas poéticas complementares".